# 依兰镇 (依兰县)
依兰镇是中国黑龙江省哈尔滨市依兰县下辖的一个镇，松花江、牡丹江、倭肯河三水环绕。